# Dulce Nombre (ort)
Dulce Nombre är en ort i Honduras.   Den ligger i departementet Departamento de Copán, i den västra delen av landet, 190 km väster om huvudstaden Tegucigalpa. Dulce Nombre ligger 1 109 meter över havet och antalet invånare är 3 589.
Terrängen runt Dulce Nombre är kuperad. Runt Dulce Nombre är det ganska glesbefolkat, med 48 invånare per kvadratkilometer. Närmaste större samhälle är Santa Rosa de Copán, 10,9 km sydost om Dulce Nombre. 